# 小行星7530
小行星7530（英語：7530 Mizusawa）是一颗围绕太阳公转的小行星。1994年4月15日，圓舘金、渡邊和郎在北见发现了此天体。
这颗小行星的绝对星等为192.46538等。